# Óssa (Thessalonique)
Óssa, en grec moderne : Όσσα, est un village du dème de Langadás, district régional de Thessalonique, en Macédoine-Centrale, Grèce.
Selon le recensement de 2011, la population du village s'élève à 387 habitants.

## Histoire
Au XIXe siècle, le village était peuplé principalement de Bulgares et de Turcs et portait le nom bulgare de Visoka (Висока).
Le 16 novembre 1912, les troupes grecques entrent dans le village. Après la deuxième guerre balkanique le village est resté en Grèce.
En 1922, 245 réfugiés grecs de Thrace orientale s'installent à la place des Turcs émigrés.